# 1933년
1933년은 일요일로 시작하는 평년이다.

## 연호
- 대한민국 임시정부(大韓民國 臨時政府) 대한민국(大韓民國) 15년
- 중화민국(中華民國) 민국(民國) 22년
- 만주국(滿州國) 대동(大同) 2년
- 일본(日本) 쇼와(昭和) 8년
- 응우옌 왕조(阮朝) 바오다이(保大) 8년

## 기년
- 만주국(滿洲國) 강덕제(康德帝) 2년
- 응우옌 왕조(阮朝) 보대제(保大帝) 8년

## 사건
- 1월 10일 - 조선-일본 전화통화규칙 공포
- 1월 11일 - 일본 고베에서 독립운동가 조용하 검거
- 1월 12일 - 평양 평천리에서 고구려시대 대운하 유적 발굴
- 1월 13일 - 평안북도 중강진에서 혹한으로 영하 44도 기록
- 1월 30일 - 히틀러, 독일 수상에 취임.
- 2월 20일 - 조선총독부, 면화증산계획 발표
- 2월 27일 - 독일 국회의사당 방화 사건.
- 3월 2일 - 영화 《킹콩》 개봉.
- 3월 4일 - 미국 32대 대통령 프랭클린 D. 루스벨트 취임.
- 3월 5일 - 바이마르 공화국의 마지막 총선거.
- 3월 7일
  - 낙동강교 준공
  - 경성 주식시장이 경제공황으로 휴장
- 3월 8일 - 대구의학전문학교 창립
- 3월 11일 - 조선혁명당의 한중연합군, 싱징현성의 일본만주 연합군을 공격해 점령
- 3월 17일 - 중국 상하이 홍커우 공원에서 백정기, 이강훈, 이원훈이 주중일본공사 아라요시를 암살하려다 검거
- 3월 22일 - 나치 독일의 하인리히 히믈러, 다하우 강제수용소 설립.
- 3월 24일 - 독일에서 수권법이 가결.
- 3월 27일 - 일본이 국제 연맹 탈퇴.
- 4월 1일 - 동아일보, 조선중앙일보, 조선일보가 한글맞춤법통일안에 따른 철자법으로 발행 개시
- 4월 26일 - 독일에서 게슈타포 결성.
- 5월 10일
  - 독일 노동전선 창립. 나치당이 조직한 단일 노동조합.
  - 조선 제1회 도의회의원 총선거 실시
- 5월 31일 - 탕구 협정의 체결에 의해서 만주사변이 종결.
- 6월 - <과학조선> 창간
- 6월 9일 - 영변농업학교 3학년생 46명이 학생본위 교육, 교내경찰 불허 등을 요구하며 동맹 휴학
- 6월 14일 - 경성부가 방공 연습을 위해 3일간 등화관제 실시
- 6월 18일 - 조선총독부가 압록강, 두만강 연안에 독립군의 출입을 감시하기 위해 국경감시단 설치
- 7월 7일 - 소록도 나환자촌 조성
- 7월 14일 - 독일에서 나치당을 제외한 정당 법으로 금지.
- 7월 15일 - 경성-도쿄 간 직통전화 개설
- 7월 22일 - 윌리 포스트가 최초로 세계 일주 비행에 성공
- 8월 - 이효석, 정지용 등 9명이 구인회 결성
- 8월 2일 - 평남중등학교장회의에서 약혼, 결혼자의 입학 불허 결정
- 8월 9일 - 조선고적,명승,보물,천연기념물보존령 공포
- 8월 17일 - 일본, 조선금융조합연합회령 공포.
- 8월 25일
  - 조선사방사업령 공포
  - <만선일보> 창간
- 9월 1일 - 한국독립군, 왕칭과 닝안 일대의 삼림부대와 연합, 둥닝현의 일본군 공격
- 9월 19일 - 조선축구협회 창립. (초대회장 박승빈)
- 9월 27일 - 이광수가 장편 <유정>을 <조선일보>에 연재
- 10월 14일 - 독일이 국제 연맹을 탈퇴하다.
- 10월 29일 - 한글 학회가 한글 맞춤법 통일안을 제정하여 발표
- 11월 1일 - 경성 서대문에 최초의 양재학원인 김영애양재봉연구회 설립
- 11월 4일 - 조선어학회, 한글반포 487회 기념식에서 <한글맞춤법통일안> 발표
- 11월 15일 - 중국 뤄양 군관학교에 한인특별반 설치 (책임자 지청천)
- 11월 16일 - 미국과 소련이 외교관계를 수립.
- 12월 27일
  - 신의주지법에서 조선 단일공산당사건의 조봉암에 징역 7년 선고
  - 여운형이 조선중앙일보 사장으로 추대됨.

## 문화
- 4월 1일 - 부산-봉천 간 특급열차 운행 개시
- 4월 26일 - 한국방송공사에서 KBS 제2라디오를 개국.
- 7월 1일 - 리버풀 존 레논 공항 개항.
- 8월 6일 - 수인선 철도 완공.
- 11월 25일 - 충남의 공주 금강철교 준공.
- 12월 6일 - 강원 춘천 소양교 준공.
- 12월 26일 - 닛산 자동차 창립.

## 탄생

### 1월
- 1월 1일 - 영국의 극작가 조 오튼. (~1967년)
- 1월 2일 - 일본의 소설가 모리무라 세이이치. (~2023년)
- 1월 6일 - 대한민국의 시인 이형기. (~2005년)
- 1월 8일 - 스페인의 소설가, 저널리스트 후안 마르세. (~2020년)
- 1월 11일 - 일본의 배우 오카다 마리코.
- 1월 16일 - 미국의 소설가, 문예 평론가, 사회운동가 수전 손택. (~2004년)
- 1월 18일
  - 미국의 물리학자이자 공학기술자 레이 돌비. (~2013년)
  - 영국의 영화 감독 존 부어먼.
- 1월 19일 - 일본의 탁구 선수 쓰노다 케이스케. (~2024년)
- 1월 22일 - 대한민국의 가수, 배우 김용만.
- 1월 23일 - 미국의 배우, 댄서, 가수 치타 리베라. (~2024년)
- 1월 24일 - 이탈리아의 음악가 니코 피덴코. (~2022년)
- 1월 25일 - 필리핀의 제11대 대통령 코라손 아키노. (~2009년)

### 2월
- 2월 2일 - 미얀마의 군인, 정치가 딴 슈웨.
- 2월 4일 - 일본의 작곡가 이치야나기 토시. (~2022년)
- 2월 5일
  - 대한민국의 국회의원 양정규. (~2011년)
  - 세르비아의 축구 선수 밀로시 밀루티노비치. (~2003년)
- 2월 6일 - 대한민국의 정치인 곽정현. (~2024년)
- 2월 7일 - 대한민국의 정치인 류갑종. (~2014년)
- 2월 12일 - 그리스의 영화감독 콘스탄티노스 가브라스.
- 2월 13일 - 미국의 배우 킴 노백.
- 2월 16일 - 일본의 영화감독 요시다 요시시게. (~2022년)
- 2월 18일
  - 영국의 축구 선수, 축구 감독 보비 롭슨. (~2009년)
  - 일본의 예술가 오노 요코.
- 2월 20일 - 미국의 수필가 프레더릭 크루스. (~2024년)
- 2월 21일 - 미국의 싱어송라이터 니나 시몬. (~2003년)

### 3월
- 3월 4일 - 대한민국의 군인, 정치인 서정화. (~2024년)
- 3월 5일
  - 대한민국의 군인, 정치인 김복동. (~2000년)
  - 대한민국의 법조인 민병수. (~2023년)
- 3월 10일 - 미국의 교육학자 엘리엇 아이스너. (~2014년)
- 3월 11일
  - 브라질의 배우 레아 가르시아. (~2023년)
  - 이탈리아의 배우 산드라 밀로. (~2024년)
  - 미국의 신학자 월터 브루거만. (~2025년)
- 3월 14일
  - 영국의 배우 마이클 케인.
  - 미국의 가수 퀸시 존스.
- 3월 15일
  - 미국의 대법관 루스 베이더 긴즈버그. (~2020년)
  - 독일의 목사 파울 슈나이스. (~2022년)
- 3월 18일 - 일본의 사진가 호소에 에이코. (~2024년)
- 3월 19일 - 미국의 소설가 필립 로스. (~2018년)
- 3월 22일 - 이란의 정치인 아볼하산 바니사드르. (~2021년)
- 3월 23일 - 미국의 심리학자 필립 짐바르도. (~2024년)
- 3월 24일 - 일본의 축구 선수 야에가시 시게오. (~2011년)
- 3월 30일 - 홍콩의 배우, 영화 제작자 동표. (~2006년)

### 4월
- 4월 1일 - 알제리 태생의 프랑스 물리학자, 노벨 물리학상 수상자 클로드 코엔타누지.
- 4월 2일 - 헝가리의 수필가, 소설가 콘라드 죄르지. (~2019년)
- 4월 6일 - 일본의 성우 무라마츠 야스오. (~2024년)
- 4월 7일 - 미국 웨스트민스터 신학교의 교수 하비 콘. (~1999년)
- 4월 9일 - 프랑스의 배우 장폴 벨몽도. (~2021년)
- 4월 10일 - 대한민국의 시인 박재삼. (~1997년)
- 4월 11일 - 일본의 야구 선수, 야구 감독 나카니시 후토시. (~2023년)
- 4월 12일 - 스페인의 성악가 몽세라 카바예. (~2018년)
- 4월 18일 - 대한민국의 정치인 오세응. (~2019년)
- 4월 19일 - 미국의 배우 제인 맨스필드. (~1967년)
- 4월 22일 - 미국의 영화제작자, 배우 마크 데이먼. (~2024년)
- 4월 25일 - 대한민국의 문학평론가 김양수. (~2024년)
- 4월 26일
  - 미국의 배우 캐럴 버넷.
  - 미국의 물리학자 아노 앨런 펜지어스. (~2024년)
- 4월 29일 - 미국의 음악가 윌리 넬슨.
- 4월 30일 - 대한민국의 법조인 김상원. (~2024년)

### 5월
- 5월 1일 - 대한민국의 지방자치단체장 오광협. (~2023년)
- 5월 3일
  - 미국의 R&B, 소울 싱어송라이터, 댄서 제임스 브라운. (~2006년)
  - 미국의 물리학자 스티븐 와인버그. (~2021년)
- 5월 5일 - 스리랑카의 총리 라트나시리 위크레마나야케. (~2016년)
- 5월 6일 - 미국의 산업디자이너 제임스 T. 볼드윈 (~2018년)
- 5월 10일 - 대한민국의 금융 출신 정치인 류돈우. (~2021년)
- 5월 19일 - 몰타의 심리학자 에두아르 드 보노. (~2021년)
- 5월 23일
  - 대한민국의 작가 신봉승. (~2016년)
  - 영국의 배우 조앤 콜린스.
- 5월 24일 - 대한민국의 기업인 이창희. (~1991년)
- 5월 25일 - 대한민국의 성우 김수일.
- 5월 28일 - 대한민국의 군인 겸 기업인 이종대. (~2018년)
- 5월 29일 - 중화인민공화국의 작가 톄류. (~2024년)
- 5월 30일 - 대한민국의 법조인 이범렬. (~1996년)

### 6월
- 6월 3일 - 바레인의 왕족 이사 빈 살만 알칼리파. (~1999년)
- 6월 4일 - 대한민국의 정치인 윤영탁. (~2020년)
- 6월 8일 - 미국의 희극인, 배우 조앤 리버스. (~2014년)
- 6월 9일 - 미국의 정치인 돈 영. (~2022년)
- 6월 11일 - 미국의 배우 진 와일더. (~2016년)
- 6월 20일
  - 대한민국의 군인 출신 언론인 이도형. (~2020년)
  - 미국의 영화배우 대니 아이엘로. (~2019년)
- 6월 21일 - 대한민국의 군인, 정치가 박준병. (~2016년)
- 6월 22일 - 미국의 정치인 다이앤 파인스타인. (~2023년)
- 6월 26일
  - 대한민국의 군인 이상훈. (~2023년)
  - 이탈리아의 지휘자 클라우디오 아바도. (~2014년)
- 6월 28일 - 대한민국의 금융인 이경식. (~2021년)
- 6월 29일 - 대한민국의 정치인 이범준. (~2011년)
- 6월 30일 - 이탈리아의 배우, 가수 레아 마사리.

### 7월
- 7월 1일 - 핀란드의 크로스컨트리 스키 선수 토이니 포이스티. (~2024년)
- 7월 3일
  - 대한민국의 정치인 한병채.
  - 독일의 사업자, 바덴가의 수장 막시밀리안 폰 바덴 변경백. (~2022년)
- 7월 7일 - 뉴질랜드의 육상 선수 머리 홀버그. (~2022년)
- 7월 10일
  - 대한민국의 헌법학자 김철수. (~2022년)
  - 대한민국의 정치인 박승재. (~2007년)
  - 미국의 정치인, 게리의 첫 흑인 시장 리처드 G. 해처. (~2019년)
- 7월 11일 - 독일의 영화배우 에른스트 야코비. (~2022년)
- 7월 12일 - 미국의 영화배우 맥스 줄리엔. (~2022년)
- 7월 15일
  - 대한민국의 외교관 홍숙자.
  - 미국의 과학자 존 홉필드.
- 7월 20일 - 미국의 소설가 코맥 매카시. (~2023년)
- 7월 24일
  - 미국의 영화배우 존 애니스톤. (~2022년)
  - 미국의 컴퓨터과학자 프레더릭 브룩스. (~2022년)
- 7월 26일 - 일본의 야구 선수 요시다 요시오. (~2025년)

### 8월
- 8월 1일
  - 대한민국의 시인 고은.
  - 일본의 야구 선수, 야구 감독 가네다 마사이치. (~2019년)
  - 이탈리아의 출신 윤리 정치 철학자 안토니오 네그리. (~2023년)
- 8월 6일
  - 태국의 정치인 수찐다 끄라쁘라윤.
  - 독일의 축구 선수 울리히 비징거. (~2011년)
- 8월 9일 - 일본의 배우 쿠로야나기 테츠코.
- 8월 10일
  - 대한민국의 교육자 김엽.
  - 미국의 육상, 포환던지기 선수 윌리엄 니더. (~2022년)
  - 미국의 야구인 로키 콜라비토. (~2024년)
- 8월 17일
  - 미국의 육상 선수 톰 코트니. (~2023년)
  - 미국의 항공 우주 엔지니어 진 크랜츠.
- 8월 18일
  - 프랑스의 영화감독 로만 폴란스키.
  - 프랑스의 전 축구 선수, 현 축구 감독 쥐스트 퐁텐.
- 8월 20일 - 미국의 배우 테드 도널드슨. (~2023년)
- 8월 23일 - 미국의 화학자 로버트 컬. (~2022년)
- 8월 24일 - 대한민국의 국회의원 이원형. (~2014년)
- 8월 28일 - 대한민국의 소설가 방영웅. (~2022년)
- 8월 29일 - 대한민국의 배우 유명순.

### 9월
- 9월 1일
  - 대한민국의 법조인 윤일영. (~2022년)
  - 미국의 정치인 앤 리처즈. (~2006년)
- 9월 2일 - 베냉의 전 군인, 대통령 마티외 케레쿠. (~2015년)
- 9월 6일
  - 대한민국의 언론인 이규태. (~2006년)
  - 대한민국이 정치인 고귀남. (~2022년)
- 9월 7일 - 대한민국의 기업인 유상옥.
- 9월 18일
  - 미국의 배우 로버트 블레이크. (~2023년)
  - 일본의 수영 선수 스즈키 히로시.
- 9월 19일 - 영국의 배우 데이비드 매컬럼. (~2023년)
- 9월 22일 - 대한민국의 법조인, 정치인 김길준. (~2021년)
- 9월 27일 - 리나 메디나.
- 9월 29일 - 대한민국의 법조인 김덕주. (~2023년)

### 10월
- 10월 3일 - 오스트레일리아의 테니스 선수 닐 프레이저. (~2024년)
- 10월 9일 - 영국의 물리학자 피터 맨스필드. (~2017년)
- 10월 15일
  - 대한민국의 사학자 강인숙.
  - 대한민국의 물리학자 김호길. (~1994년)
- 10월 16일
  - 대한민국의 행정 출신 정치인 유재규.
  - 일본의 배우, 성우 오오야마 노부요. (~2024년)
- 10월 17일 - 미국의 우주비행사 윌리엄 앤더스. (~2024년)
- 10월 21일 - 스페인의 축구 선수 프란시스코 헨토. (~2022년)
- 10월 25일 - 대한민국의 역사학자 강만길. (~2023년)
- 10월 26일 - 대한민국의 군인, 정치인 이준섭. (~2015년)
- 10월 27일
  - 대한민국의 코리아나 화장품 대표이사 회장 유상옥.
  - 미국의 컴퓨터 과학자 제럴드 마빈 와인버그. (~2018년)
- 10월 28일 - 브라질의 축구 선수 가힌샤. (~1983년)

### 11월
- 11월 3일
  - 영국의 영화음악 작곡가, 지휘자 존 배리. (~2011년)
  - 인도의 경제학자 아마르티아 센.
- 11월 4일 - 미국의 공학자 찰스 K. 가오. (~2018년)
- 11월 8일 - 일본의 배우 와카오 아야코.
- 11월 14일 - 일본의 생화학자 엔도 아키라. (~2024년)
- 11월 18일 - 대한민국의 국악인 박병천. (~2007년)
- 11월 19일 - 미국의 앵커 래리 킹. (~2021년)
- 11월 22일 - 대한민국의 금융인 장명선.
- 11월 23일 - 폴란드의 작곡가 크시슈토프 펜데레츠키. (~2020년)
- 11월 25일
  - 대한민국의 정치인 이춘섭. (~2022년)
  - 미국의 배우 캐서린 그랜트. (~2024년)
- 11월 28일 - 프랑스의 군인 미셸 로크주프레. (~2024년)
- 11월 29일 - 잉글랜드의 싱어송라이터 존 메이올. (~2024년)

### 12월
- 12월 1일 - 일본의 만화가 후지코 F.후지오. (~1996년)
- 12월 3일 - 영국의 배우 니콜라스 코스터. (~2023년)
- 12월 8일 - 멕시코의 배우 아나 오펠리아 무르기아. (~2023년)
- 12월 9일 - 브라질의 영화배우 밀톤 곤칼베스. (~2022년)
- 12월 12일 - 카메룬의 음악가 마뉘 디방고. (~2020년)
- 12월 15일 - 미국의 배우 팀 콘웨이. (~2019년)
- 12월 16일 - 대한민국의 공무원 김병규.
- 12월 18일 - 미국의 화학자 앨런 J. 바드. (~2024년)
- 12월 22일 - 미국의 배우 엘리자베스 허버드. (~2023년)
- 12월 23일 - 일본의 125대 천황 아키히토.
- 12월 25일 - 베트남의 정치인 판반카이. (~2018년)
- 12월 27일 - 미국의 철학자 로버트 폴 울프. (~2025년)
- 12월 29일 - 대한민국의 문학평론가, 소설가, 작가 이어령. (~2022년)
- 12월 31일 - 미국의 배우 에드워드 벙커. (~ 2005년)

### 미상
- 대한민국의 정치인 이문재.
- 대한민국의 영화 감독 강민호.
- 대한민국의 무술인, 태권도 지도자 김남석. (~2022년)
- 대한민국의 공무원 김병규.
- 대한민국의 언론인, 수필가 이정구. (~2023년)
- 대한민국의 영화감독 최영철.
- 일본의 미술가 사토 히로시.

## 사망

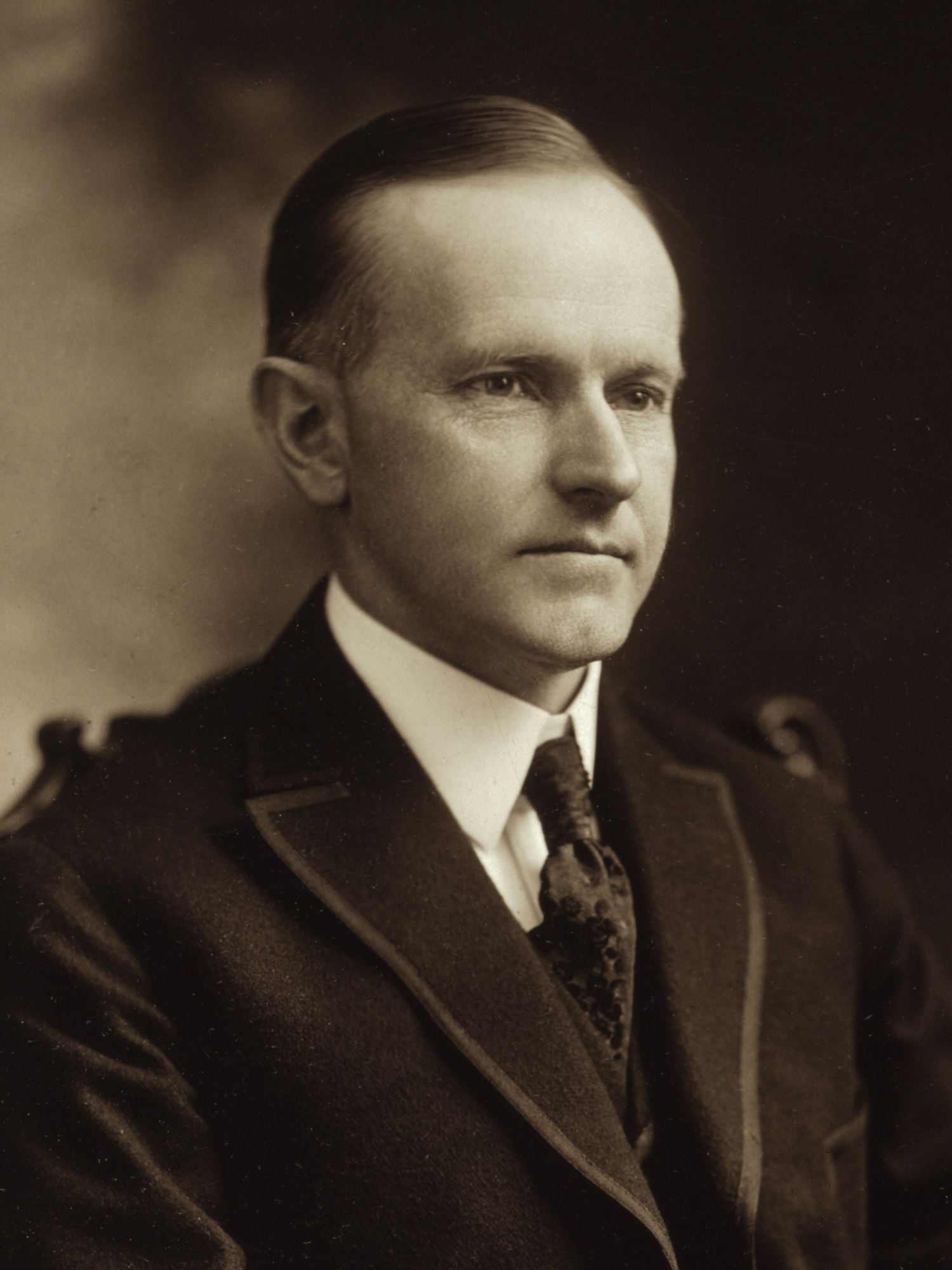
캘빈 쿨리지

- 1월 5일 - 미국의 제30대 대통령 캘빈 쿨리지. (1872년 ~)
- 5월 6일 - 중국출신의 무도인 리칭윈. (1677년 ~)
- 8월 7일 - 한국 출신의 비행사 박경원. (1897년 ~)

## 노벨상
- 문학상:
- 물리학상: 에르빈 슈뢰딩거, 폴 디랙
- 생리학 및 의학상:
- 평화상:
- 화학상:

## 달력
| 1월 |    |    |    |    |    |    |
| 일  | 월 | 화 | 수 | 목 | 금 | 토 |
| 1   | 2  | 3  | 4  | 5  | 6  | 7  |
| 8   | 9  | 10 | 11 | 12 | 13 | 14 |
| 15  | 16 | 17 | 18 | 19 | 20 | 21 |
| 22  | 23 | 24 | 25 | 26 | 27 | 28 |
| 29  | 30 | 31 |    |    |    |    |

| 2월 |    |    |    |    |    |    |
| 일  | 월 | 화 | 수 | 목 | 금 | 토 |
|     |    |    | 1  | 2  | 3  | 4  |
| 5   | 6  | 7  | 8  | 9  | 10 | 11 |
| 12  | 13 | 14 | 15 | 16 | 17 | 18 |
| 19  | 20 | 21 | 22 | 23 | 24 | 25 |
| 26  | 27 | 28 |    |    |    |    |

| 3월 |    |    |    |    |    |    |
| 일  | 월 | 화 | 수 | 목 | 금 | 토 |
|     |    |    | 1  | 2  | 3  | 4  |
| 5   | 6  | 7  | 8  | 9  | 10 | 11 |
| 12  | 13 | 14 | 15 | 16 | 17 | 18 |
| 19  | 20 | 21 | 22 | 23 | 24 | 25 |
| 26  | 27 | 28 | 29 | 30 | 31 |    |

| 4월 |    |    |    |    |    |    |
| 일  | 월 | 화 | 수 | 목 | 금 | 토 |
|     |    |    |    |    |    | 1  |
| 2   | 3  | 4  | 5  | 6  | 7  | 8  |
| 9   | 10 | 11 | 12 | 13 | 14 | 15 |
| 16  | 17 | 18 | 19 | 20 | 21 | 22 |
| 23  | 24 | 25 | 26 | 27 | 28 | 29 |
| 30  |    |    |    |    |    |    |

| 5월 |    |    |    |    |    |    |
| 일  | 월 | 화 | 수 | 목 | 금 | 토 |
|     | 1  | 2  | 3  | 4  | 5  | 6  |
| 7   | 8  | 9  | 10 | 11 | 12 | 13 |
| 14  | 15 | 16 | 17 | 18 | 19 | 20 |
| 21  | 22 | 23 | 24 | 25 | 26 | 27 |
| 28  | 29 | 30 | 31 |    |    |    |

| 6월 |    |    |    |    |    |    |
| 일  | 월 | 화 | 수 | 목 | 금 | 토 |
|     |    |    |    | 1  | 2  | 3  |
| 4   | 5  | 6  | 7  | 8  | 9  | 10 |
| 11  | 12 | 13 | 14 | 15 | 16 | 17 |
| 18  | 19 | 20 | 21 | 22 | 23 | 24 |
| 25  | 26 | 27 | 28 | 29 | 30 |    |

| 7월 |    |    |    |    |    |    |
| 일  | 월 | 화 | 수 | 목 | 금 | 토 |
|     |    |    |    |    |    | 1  |
| 2   | 3  | 4  | 5  | 6  | 7  | 8  |
| 9   | 10 | 11 | 12 | 13 | 14 | 15 |
| 16  | 17 | 18 | 19 | 20 | 21 | 22 |
| 23  | 24 | 25 | 26 | 27 | 28 | 29 |
| 30  | 31 |    |    |    |    |    |

| 8월 |    |    |    |    |    |    |
| 일  | 월 | 화 | 수 | 목 | 금 | 토 |
|     |    | 1  | 2  | 3  | 4  | 5  |
| 6   | 7  | 8  | 9  | 10 | 11 | 12 |
| 13  | 14 | 15 | 16 | 17 | 18 | 19 |
| 20  | 21 | 22 | 23 | 24 | 25 | 26 |
| 27  | 28 | 29 | 30 | 31 |    |    |

| 9월 |    |    |    |    |    |    |
| 일  | 월 | 화 | 수 | 목 | 금 | 토 |
|     |    |    |    |    | 1  | 2  |
| 3   | 4  | 5  | 6  | 7  | 8  | 9  |
| 10  | 11 | 12 | 13 | 14 | 15 | 16 |
| 17  | 18 | 19 | 20 | 21 | 22 | 23 |
| 24  | 25 | 26 | 27 | 28 | 29 | 30 |

| 10월 |    |    |    |    |    |    |
| 일   | 월 | 화 | 수 | 목 | 금 | 토 |
| 1    | 2  | 3  | 4  | 5  | 6  | 7  |
| 8    | 9  | 10 | 11 | 12 | 13 | 14 |
| 15   | 16 | 17 | 18 | 19 | 20 | 21 |
| 22   | 23 | 24 | 25 | 26 | 27 | 28 |
| 29   | 30 | 31 |    |    |    |    |

| 11월 |    |    |    |    |    |    |
| 일   | 월 | 화 | 수 | 목 | 금 | 토 |
|      |    |    | 1  | 2  | 3  | 4  |
| 5    | 6  | 7  | 8  | 9  | 10 | 11 |
| 12   | 13 | 14 | 15 | 16 | 17 | 18 |
| 19   | 20 | 21 | 22 | 23 | 24 | 25 |
| 26   | 27 | 28 | 29 | 30 |    |    |

| 12월 |    |    |    |    |    |    |
| 일   | 월 | 화 | 수 | 목 | 금 | 토 |
|      |    |    |    |    | 1  | 2  |
| 3    | 4  | 5  | 6  | 7  | 8  | 9  |
| 10   | 11 | 12 | 13 | 14 | 15 | 16 |
| 17   | 18 | 19 | 20 | 21 | 22 | 23 |
| 24   | 25 | 26 | 27 | 28 | 29 | 30 |
| 31   |    |    |    |    |    |    |

### 음양력 대조 일람
| 음력월 | 월건 | 대소 | 음력 1일의 양력 월일 | 음력 1일 간지 |
| ------ | ---- | ---- | -------------------- | ------------- |
| 1월    | 갑인 | 소   | 1월 26일             | 임진          |
| 2월    | 을묘 | 대   | 2월 24일             | 신유          |
| 3월    | 병진 | 대   | 3월 26일             | 신묘          |
| 4월    | 정사 | 소   | 4월 25일             | 신유          |
| 5월    | 무오 | 대   | 5월 24일             | 경인          |
| 윤5월  |      | 대   | 6월 23일             | 경신          |
| 6월    | 기미 | 소   | 7월 23일             | 경인          |
| 7월    | 경신 | 대   | 8월 21일             | 기미          |
| 8월    | 신유 | 소   | 9월 20일             | 기축          |
| 9월    | 임술 | 대   | 10월 19일            | 무오          |
| 10월   | 계해 | 소   | 11월 18일            | 무자          |
| 11월   | 갑자 | 소   | 12월 17일            | 정사          |
| 12월   | 을축 | 대   | 1934년 1월 15일      | 병술          |